# Remember not, Lord, our offences

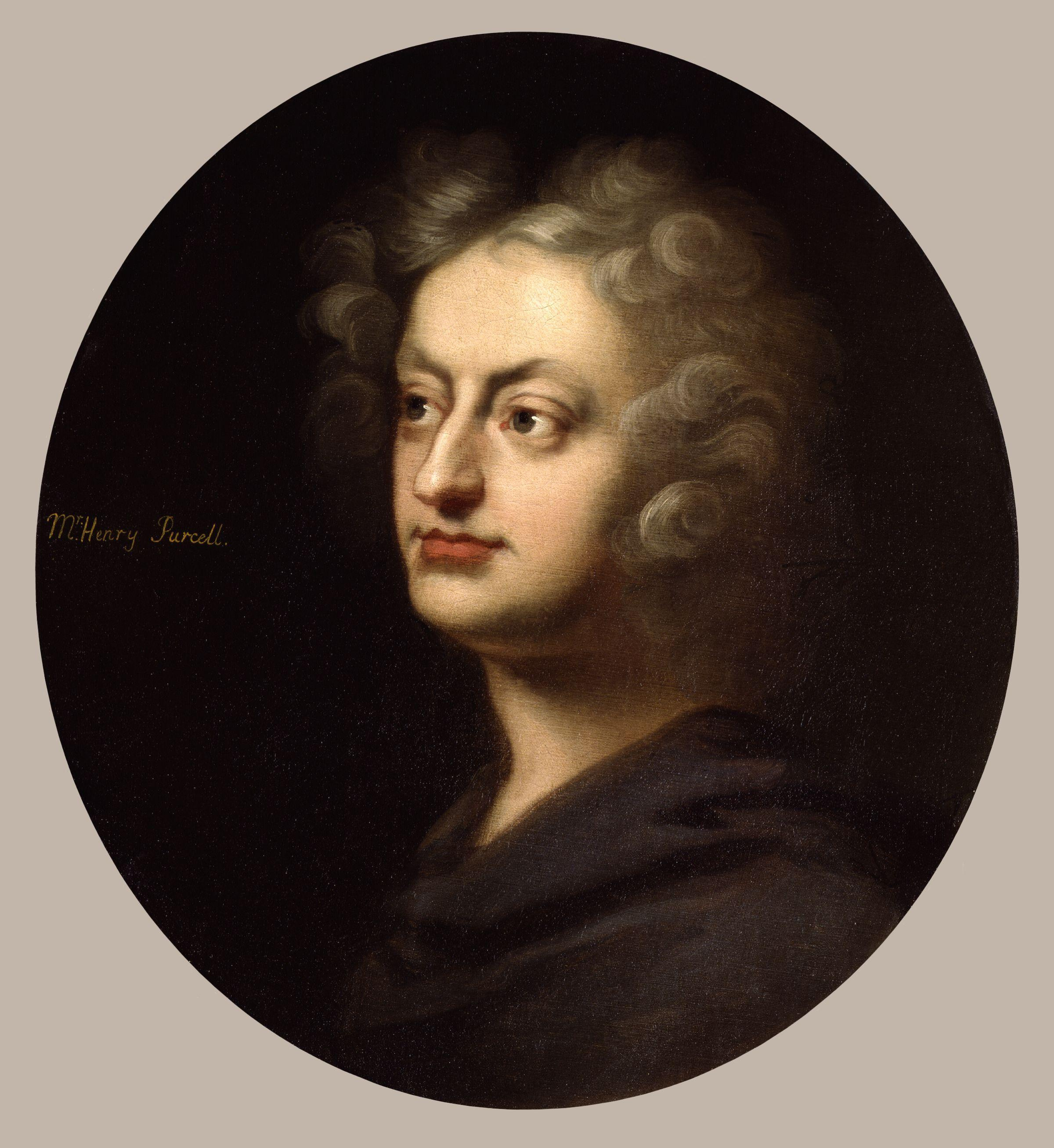
Porträt des Komponisten Henry Purcell von John Closterman

Remember not, Lord, our offences (Gedenke, Herr, nicht unserer Verfehlungen), Z.50, ist ein Kirchenlied der anglikanischen Kirche, komponiert von Henry Purcell um 1680 als eine Motette für fünfstimmigen Chor a cappella. Der Text in englischer Sprache ist Teil einer Litanei, die von Thomas Cranmer, dem Erzbischof von Canterbury, zusammengestellt und später in das Gebetbuch Book of Common Prayer aufgenommen wurde. Purcell schrieb das Werk zwischen 1679 und 1682, zu Beginn seiner Amtszeit als Organist and Master of the Choristers (Kantor) an Westminster Abbey.

## Text
Der Text für Purcells Kirchenlied ist eine Passage am Anfang der Litanei  Exhortation and Litany, die 1544 von Thomas Cranmer, dem Erzbischof von Canterbury, zusammengestellt wurde. Cranmer legte die liturgischen Strukturen der Kirche von England nach der Reformation fest und bereitete den ersten offiziellen Gottesdienst in englischer Sprache vor. Er entwickelte seinen Text aus Elementen aus zwei mittelalterlichen lateinischen Litaneien des Sarum-Usus und Martin Luthers Deutscher Litanei. Cranmer fügte seine Litanei 1549 der Neuausgabe des Book of Common Prayer hinzu, und sie blieb als The Litany Bestandteil in späteren Ausgaben. Purcell vertonte den folgenden Abschnitt:
Remember not, Lord, our offences,

Nor th' offences of our forefathers;

Neither take thou vengeance of our sins,

But spare us, good Lord.

Spare thy people, whom thou has redeem'd

With thy most precious blood,

And be not angry with us for ever.

Spare us, good Lord.
In deutscher Übersetzung:
Gedenke, Herr, nicht unserer Verfehlungen,

Und auch nicht derer unserer Vorväter;

Übe auch nicht Vergeltung an uns für unsere Sünden,

Sondern verschone uns, barmherziger Herr.

Verschone Dein Volk, das Du erlöst hast,

Mit Deinem höchst kostbaren Blut,

Und zürne uns nicht bis in Ewigkeit.

Erbarme Dich unser, guter Herr.

## Komposition
Remember not, Lord, our offences ist für fünfstimmigen Chor a cappella gesetzt, bestehend aus geteilten Sopran, Alt, Tenor und Bass (SSATB). Purcell schrieb das Werk in 44 Takten in a-Moll. Einige Bearbeitungen ergänzen eine instrumentale Begleitung durch continuo. Der amerikanische Musikwissenschaftler Franklin B. Zimmerman listet das Anthem als Z.50 in seinem Katalog der Werke Purcells. Eine Aufführung dauert ungefähr drei Minuten.
Die Vertonung geht auf die polyphone Tradition von William Byrd und Thomas Tallis zurück, ist jedoch durch einfache Melodik (mit schönen Tritoni) und syllabische Wortbehandlung textverständlich. Claude Hermann findet in der Musik Ausdruckskraft und, typisch für anglikanische Kirchenmusik, Feingefühl, Gemessenheit und Schlichtheit.

## Datierung und Stil

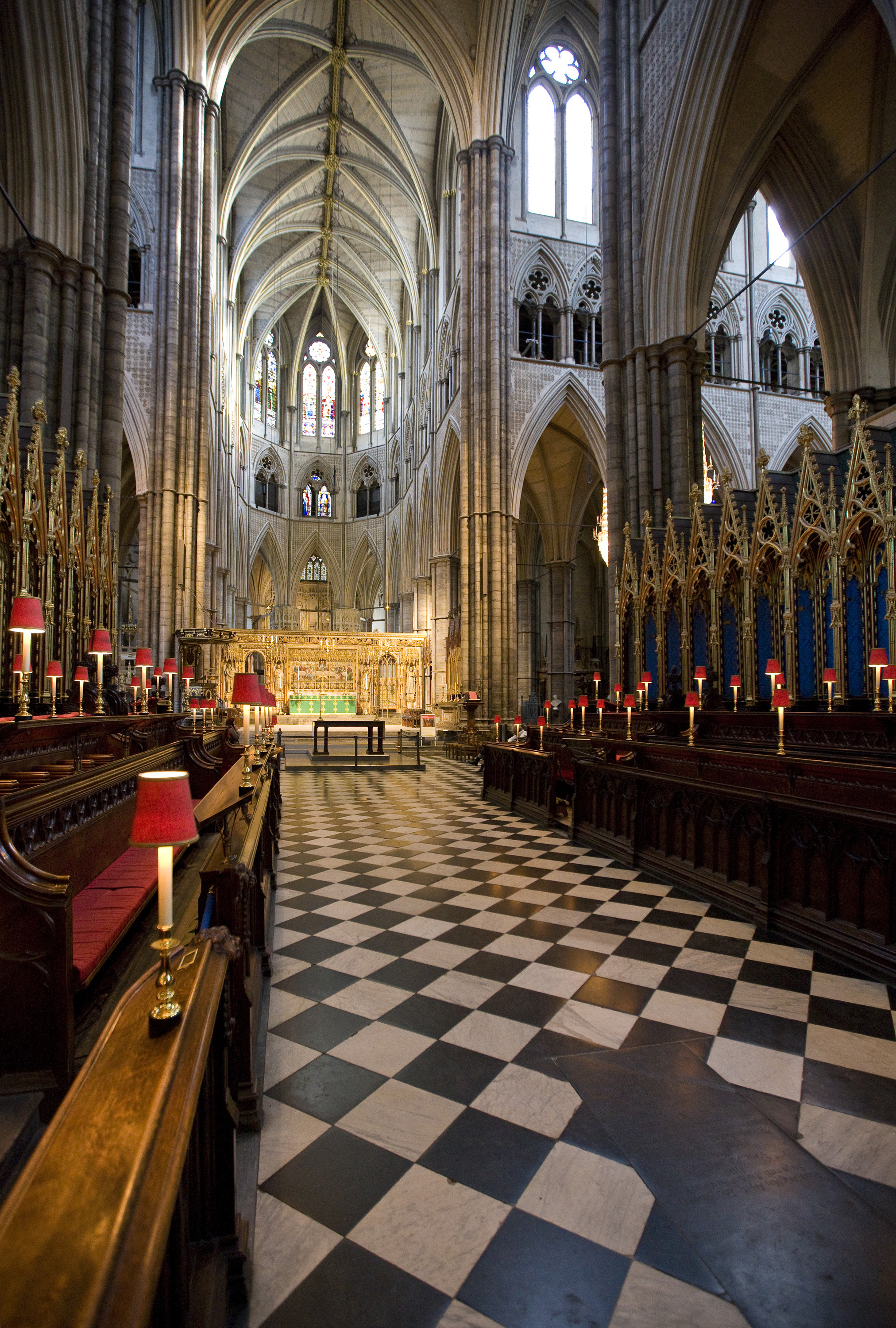
Chor von Westminster Abbey

Die Entstehungszeit der Komposition wird von Musikwissenschaftlern zwischen 1679 und 1682 angegeben. Zimmerman, der Verfasser des Zimmerman Catalogue, datiert sie ca. 1680–82, Robert Shay und Robert Thompson geben ca. 1679–81 an. William Cummings bemerkt, dass Purcell das Werk 1683 in eine Sammlung von Anthems aufnahm. Zur Kompositionszeit war Purcell Organist and Master of the Choristers an Westminster Abbey. Er wurde 1679 als Nachfolger von John Blow ernannt und war damit verantwortlich für die Musik an der Kirche der englischen Monarchie. Purcell widmete die folgenden Jahre ausschließlich der Komposition geistlicher Musik. Im Juli 1682 wurde Purcell nach dem Tod von Edward Lowe zusätzlich zum Organisten der Chapel Royal ernannt.
Purcell sammelte zur Verwendung in beiden Kirchen frühere und neue Kirchenmusik, darunter zahlreiche seiner eigenen Werke. Zwei Handschriften der Sammlung werden im Fitzwilliam Museum der University of Cambridge, aufbewahrt. Beide enthalten Remember not, Lord, our offences.
Die Anthems, darunter Remember not, Lord, our offences, die Purcell für Westminster Abbey komponierte, bevor er auch an die Chapel Royal berufen wurde, werden beschrieben als seine letzte konzentrierte Auseinandersetzung mit dem Vers-Anthem ohne Streicher („last concentrated involvement with the verse anthem without strings“), denn nach 1681 fügte Purcell seinen Anthems Streicherbegleitung hinzu, was ihm an der Chapel Royal möglich war, wie der Musikwissenschaftler Martin Adams bemerkt. Adams stellt fest, dass viele Anthems dieser Periode Bearbeitungen früherer Werke sind, darunter die bekannten Anglican funeral sentences (Anglikanische Begräbnissprüche), und dass diese Werke sich auszeichnen durch komplexe kontrapunktische Textur, Beschränkung auf begrenztes motivisches Material, und den dunklen Ausdruck der Bußtexte („distinguished by complex contrapuntal textures, a concentration on a limited quantity of motivic material, and the somber expression of penitential texts“).